# 복사층
복사층(輻射層, radiation zone)은 항성 내부에서 생성되어 바깥으로 이동하는 에너지가 대류보다는 복사에 의해 전달되는 층이다. 복사층을 통과하는 에너지는 전자기 복사=광자의 형태를 하고 있다. 태양의 경우 복사층은 태양반경의 0.2 ~ 0.71 부분, 태양핵과 대류층 사이에 존재한다.
복사층의 물질은 너무 밀도가 높기 때문에, 이곳을 통과하는 광자는 매우 짧은 거리만 이동하고 다른 입자에 의해 흡수되거나 산란되어 점차적으로 보다 긴 파장으로 쏠리게 된다. 그런 전차로 태양핵에서 만들어진 감마선이 복사층을 다 지나가는 데는 평균 171,000년이 걸린다. 핵에서 1천 5백만 켈빈이었던 플라스마의 온도는 이 범위를 거치면서 감소하여 대류층 바닥 부분에서는 1백 5십만 켈빈까지 떨어진다.
복사층에서 온도 기울기—반경 {\displaystyle r}에 대한 온도 변화 {\displaystyle T}의 함수는 다음과 같이 주어진다.
{\displaystyle {\frac {{\text{d}}T(r)}{{\text{d}}r}}\ =\ -{\frac {3\kappa (r)\rho (r)L(r)}{(4\pi r^{2})(16\sigma )T^{3}(r)}}}
이때 {\displaystyle \kappa (r)}는 불투명도, {\displaystyle \rho (r)}은 물질 밀도, {\displaystyle L(r)}은 광도, {\displaystyle \sigma }는 슈테판-볼츠만 상수이다.